# Glòbul gasós en evaporació
Un glòbul gasós en evaporació (en anglès: Evaporating gaseous globule) és una regió de gas d'hidrogen a l'espai exterior d'unes 100 unitats astronòmiques de grandària, de tal manera que l'ombra dels gasos estan protegits pels rajos UV ionitzants. Denses àrees de gas protegides per aquests glòbuls poden propiciar el naixement d'estrelles. Van ser identificats per primera vegada i de manera concloent a través de fotografies preses pel telescopi Espacial Hubble el 1995.
Són els probables precursors de noves protoestrelles. D'aquí a un glòbul gasós en evaporació el gas i la pols són més densos que en el núvol de pols que l'envolta. La gravetat tira del núvol encara més estretament juntament amb el glòbul gasós en evaporació que segueix atraient material del seu entorn. A mesura que la densitat dels núvols s'acumula el glòbul es torna més calenta sota el pes de les capes exteriors, es forma una protoestrella l'interior del glòbul gasós en evaporació.
Una protoestrella pot tenir molt poca massa per esdevenir una estrella. Si el té, es converteix en una nana marró. Si la protoestrella té suficient massa, la densitat arriba a un nivell crític, on la temperatura supera els 10 milions de kèlvins en el seu centre. En aquest punt, una reacció nuclear comença la conversió d'hidrogen en heli i alliberant grans quantitats d'energia. La protoestrella es converteix en una estrella i s'uneix a la seqüència principal en el Diagrama de Hertzsprung-Russell.